# ماريسا كالاغان
ماريسا كالاغان (بالإنجليزية: Marissa Callaghan)‏ هي لاعبة كرة قدم بريطانية، ولدت في 2 سبتمبر 1985 في بلفاست في المملكة المتحدة. لعبت مع نادي كليفتونفيل.

## وصلات خارجية
- ماريسا كالاغان على موقع الاتحاد الأوربي (الإنجليزية)
- ماريسا كالاغان على موقع قاعدة بيانات كرة القدم.إي يو (الإنجليزية)
- ماريسا كالاغان على موقع Soccerway.com (الإنجليزية)
- ماريسا كالاغان على موقع عالم كرة القدم.نت (الإنجليزية)